# Jonathan Parra
Jonathan Emanuel Parra Villacís (Guayaquil, 8 de julio de 1987) es un abogado, activista social, docente universitario y político ecuatoriano. Es asambleísta nacional del Ecuador, desde noviembre de 2023.

## Biografía
Jonathan Emanuel nació el 8 de julio de 1987, en la ciudad ecuatoriana de Guayaquil.
Tras realizar estudios en la Universidad de Guayaquil (2006-2011), obtuvo el título de abogado. Posteriormente, consiguió una maestría en Derecho constitucional, por la Universidad de Especialidades Espíritu Santo (2017-2019).

### Trayectoria
Se desempeñó como asesor jurídico de la Corporación Financiera Nacional, entre 2013 y 2015. Luego, fue director nacional de la Secretaría Nacional de Gestión de la Política, entre 2015 y 2016. Pasó a ser director distrital del Ministerio de Inclusión Económica y Social en 2016.
En 2018, fue director del Hospital Norte Tarqui IEES Guayas, y en 2021 trabajó como director de operaciones de la Agencia Metropolitana de Tránsito en Quito.
Ejerce como docente y director de la carrera de Derecho de la Universidad Bolivariana del Ecuador, desde 2022.

## Vida política
Fue electo asambleísta alterno en las elecciones legislativas de 2017, en representación de Guayas, por el movimiento Alianza PAIS. Fue posesionado el 14 de mayo del mismo año.
Se mantuvo en el centro, durante la renovación del movimiento Alianza PAIS a MOVER.

### Candidato a la alcaldía de Guayaquil (2023)
En julio de 2022, fue elegido como candidato por el movimiento político MOVER, para ocupar la Alcaldía de Guayaquil, en las elecciones seccionales de 2023. Entre sus propuestas estuvo potenciar la estructura y procesos al 100% de casas comunales municipales, implementar nueve Plazas de Integración Económica Municipales y construir ciudadelas deportivas municipales.
Tras las elecciones de 2023, quedó en quinto lugar, con el 1.34 % del escrutinio de los votos.

### Asambleísta
Con la activación de la «muerte cruzada», inscribió su candidatura para una curul en la Asamblea Nacional, auspiciado por la alianza Acción Democrática Nacional (ADN), junto con Daniel Noboa a la presidencia. Fue electo asambleísta en las elecciones legislativas de 2023, en representación de Guayas. Fue posesionado el 17 de noviembre del mismo año.